# Théâtre Bacchus
Le théâtre Bacchus, est une salle de spectacle et de théâtre située au cœur du centre historique de Besançon, dans le secteur de Saint-Jean. Il peut accueillir une centaine de personnes. Il est installé dans une ancienne chapelle, et accueille environ 10 000 spectateurs chaque année.

## La chapelle
La chapelle Bacchus fut édifiée en 1875 d'après les plans de l'architecte Lavie au cœur du centre historique de Besançon, dans le secteur dit de Saint-Jean. On peut facilement s'apercevoir qu'il s'agit d'un ancien lieu de culte, comme en témoigne son cloître, ses dalles de marbre fossilisées ainsi que ses vitraux. La hauteur sous voûtes de l'édifice est de 11,90 m pour une superficie de 107 m2.

## Le théâtre
La compagnie Bacchus, qui fut à l'origine de la transformation de cette ancienne chapelle, fut créée en 1985 par Jean Petrement sous l’impulsion de Denis Llorca qui était alors directeur du Centre Dramatique National de Besançon entre 1982 et 1991. La compagnie est fondée en 1985, et les premières créations de la toute nouvelle troupe seront jouées à Paris, au théâtre de la Cité Internationale en 1987 et 1990, au Festival d’Avignon ainsi qu'en Algérie, en Autriche, et en Suisse épaulée par le Centre Dramatique National de Besançon qui le coproduit. C'est en 1988 que la compagnie crée dans la capitale comtoise le Théâtre Bacchus, avec pour objectif d’expérimenter un projet liant la création, la formation et la diffusion autour de la pluridisciplinarité. Au même moment, la troupe participe activement aux réseaux européens IETM (Informal European Theater Meeting) et EDERED (European Drama Encounters, rencontres européennes de drama) qui feront qu'au cours de l'année 1997, et ce pour la première fois en France, des Rencontres Européennes de Théâtre pour les Jeunes sont organisées avec la participation du secrétariat général du Conseil de l’Europe. En 2005, l'ancienne chapelle sera totalement rénovée, aboutissant à un véritable complexe culturel comprenant des salles complémentaires permettant de développer la création, la diffusion et la formation. Jusqu'en 2013, le théâtre Bacchus  enregistrait plus de 10 000 spectateurs pour 50 spectacles par saison en moyenne, organisait des collaborations artistiques avec le patrimoine culturel ainsi que des dizaines de projets de formations. La compagnie Bacchus a fermé les portes du théâtre Bacchus (2013) qu'elle avait créé en 1988, et se consacre désormais à des tournées nationales et internationales (USA), avec ses spectacles notamment " Proudhon modèle Courbet" de Jean Pétrement (plus de 350 représentations) et " Mémoires d'Hadrien" de Marguerite Yourcenar. 